# Динамическая и формальная эквивалентность
Примечание: Термин «динамический эквивалент» также используется в электротехнике, физике, акустике, экономике и йоге. Сюда перенаправляется запрос «Формальная эквивалентность». Информацию о процессе автоматизации проектирования электронных устройств см. в статье Проверка формальной эквивалентности.
Динамическая и формальная эквивалентность (термин ввёл Юджин Найда) — это два различных подхода к переводу, которые помогают избежать буквализмов из текста оригинала в тексте перевода, что наблюдалось в переводах Библии.
Эти два вида эквивалентности понимаются как: семантический перевод (перевод значений словосочетаний или целых предложений), который учитывает удобочитаемость текста, и пословный перевод (буквальный перевод значений слов и словосочетаний), который повторяет лексический состав оригинала.

## Подходы к переводу с точки зрения эквивалентности
При соблюдении в переводе формальной эквивалентности, текст перевода копирует лексические элементы и грамматическую структуру оригинала, в то время как динамическая эквивалентность подразумевает более свободный перевод, не требующий четкого следования тексту оригинала.
Согласно Юджину Найде, который впервые употребил термин «динамическая эквивалентность», это «такое качество перевода, при котором сообщение текста оригинала передано на язык-получатель таким образом, что реакция получателя сообщения аналогична реакции получателей в языке-отправителе». Конечная цель состоит в том, чтобы получатель сообщений на обоих языках понял значение текста так, как если бы этот текст был написан на языке оригинала.
Позднее Найда отказался от термина «динамическая эквивалентность» в пользу термина «функциональная эквивалентность». Термин «функциональная эквивалентность» подразумевает не только эквивалентность между функцией исходного текста в исходной культуре и функцией текста перевода в языке-получателе, но и то, что «функцию» можно рассматривать, как одну из характеристик текста. Другими словами, функциональная эквивалентность — это то, как люди разных культур взаимодействуют друг с другом.

## Теория и практика
Поскольку подход к переводу, основанный на функциональной эквивалентности, не требует строгого копирования грамматической структуры оригинала, а, напротив, нацелен на естественное звучание перевода, он применяется в тех случаях, когда удобочитаемость перевода представляется важнее сохранения грамматической структуры оригинала.
Формальная эквивалентность существует в теории, но редко встречается на практике ввиду того, что в языке могут использоваться слова или понятия, не имеющие прямого эквивалента в другом языке. В таких случаях можно использовать более динамический подход к переводу или создать неологизм в языке перевода (иногда путём заимствования слова из исходного языка) для передачи определённого понятия.
Чем больше исходный язык и язык перевода отличаются друг от друга, тем сложнее понять смысл буквального перевода, который был выполнен без изменения и перестановки компонентов в соответствии с правилами языка перевода. С другой стороны, формальная эквивалентность позволяет читателям, владеющим языком оригинала, проанализировать, как значение было передано в исходном тексте, поскольку в таком переводе сохраняются все идиомы, ораторские приёмы (например, хиазмы в Танахе) и стилевые особенности, которые передают информацию исходного текста и подчёркивают более тонкие оттенки значений.

## Перевод Библии
Переводчики Библии использовали самые разные подходы для передачи священного текста на английский язык, начиная от радикального применения формальной эквивалентности, заканчивая радикальным использованием динамической эквивалентности.
Преобладает использование формальной эквивалентности:
- Восстановленная версия Библии (1999)
- Пересмотренная версия Библии (1885)
- Пословный перевод Янга (1862)
- Библия ДуэйРимз (1610)
- Пересмотренная стандартная версия (2-е издание Католической церкви) (Библия издательского дома Ignatius) (2006)
- Пересмотренная стандартная версия (1952)
- Пословный перевод Грина (1985)
- Библия на английском языке (2000)
- Библия Лексхэм (2011)
- Заново пересмотренная стандартная версия (1989)

Умеренное использование как формальной, так и динамической эквивалентности (оптимальная эквивалентность)
- Новая американская стандартная Библия (1971)
- Стандартная американская версия (1901)
- Библия короля Якова (1611)
- Стандартная версия на английском языке (2001)
- Обновленная Библия короля Якова (1982)
- Расширенная версия Библии (1965)
- Библия на современном языке (1969)
- Библия Братства (1969)
- Пересмотренное издание новой американской Библии (2011)
- Новая международная версия (1978, пересмотрена в 1984, 2011)
- Новая упрощённая международная версия (1996)
- Новый живой перевод (1996)
- Священное Писание — Перевод нового мира (1961, пересмотрено в 1984, 2013)[6]
- Стандартная христианская Библия издательства «Холман» описывается как «оптимально эквивалентная» (2003)
- Новый перевод на английский язык (2005)
- Новая современная международная версия[7] (2005)
- Новая американская Библия (1970)

Чрезмерное использование динамической эквивалентности/парафразы или обоих этих элементов:

- Библия Нокса (1949)
- Иерусалимская Библия (1966)
- Новая английская Библия (1970)
- Библия Благих вестей (ранее «Современная английская версия») (1966)
- Новая Иерусалимская Библия (1985)
- Библия христианского сообщества (1988)
- Пересмотренная английская версия (1989)
- Перевод Слова Божьего (1995)
- Обновленная версия на английском языке (1995)
- Полное издание на еврейском языке (1998)

Чрезмерное использование парафразы:

- Живая Библия (1971)
- Послание (2002)